# A Casa de Hades
The House of Hades (traduzido no Brasil e em Portugal como A Casa de Hades) é um romance de fantasia inspirado na mitologia greco-romana escrito por Rick Riordan. É o quarto livro da série Os Heróis do Olimpo, que sucede a série Percy Jackson & the Olympians. Foi lançado nos Estados Unidos e no Brasil em 8 de outubro de 2013 e em Portugal no dia 8 de outubro de 2015.
Nesta história, Riordan continua usando a narração em terceira pessoa, onde os capítulos são contados através do ponto de vista dos sete semideuses da "nova grande profecia": Annabeth Chase, Frank Zhang, Hazel Levesque, Jason Grace, Leo Valdez, Percy Jackson e Piper McLean. Depois de caírem no Tártaro no final do último livro, Percy e Annabeth tentam fugir de lá ao mesmo tempo que procuram fechar as Portas da Morte para evitar o renascimento constante do exército de Gaia, a deusa primordial da terra. Enquanto isso, os outros cinco partem para a Grécia para fechar o portão pelo lado mortal.
O livro foi publicado originalmente pela Disney Hyperion, com a capa sendo projetada pelo ilustrador John Rocco. Com uma impressão inicial de dois milhões e meio de cópias, foi lançado em capa dura, bem como em áudio e digitalmente, sendo traduzido para 36 idiomas e disponibilizado em 37 países. A versão brasileira ficou ao encargo da editora Intrínseca, enquanto a portuguesa da editora Planeta.
O livro recebeu críticas positivas por conta da abordagem de temas mais adultos, se diferenciando dos outros títulos da série. Além disso, a relação construída entre Percy e Annabeth durante sua jornada no Tártaro também foi elogiada. Durante sua primeira semana, A Casa de Hades vendeu cerca de 350 000 cópias, tendo alcançado posteriormente o topo da lista de best-sellers do The New York Times, USA Today, The Globe and Mail e do The Wall Street Journal, conquistando ainda o Goodreads Choice Award de melhor livro infanto-juvenil de 2013.

## Desenvolvimento e promoção
A Casa de Hades foi anunciado por Rick Riordan em 20 de outubro de 2012, duas semanas após o lançamento de A Marca de Atena, terceiro livro da série Os Heróis do Olimpo. Na BookExpo America em maio de 2013, ele revelou a capa e a sinopse inicial, indicando que Percy e Annabeth se aventurariam no Tártaro para encontrar a saída de lá enquanto os outros heróis procurariam pelas Portas da Morte no mundo mortal.
Em entrevista ao Publishers Weekly, o autor confirmou que o foco principal da trama seria sobre "Percy e Annabeth mergulhando nas piores circunstâncias imagináveis, sem ninguém para ajudá-los, a não ser uns aos outros, e como eles lidavam com isso".
Para escrever o livro, ele usou sua experiência de ter viajado para o Mediterrâneo com a família como parte de uma promoção feita pela Disney Hyperion para o final da série Percy Jackson & the Olympians. Muitos dos destinos turísticos conhecidos pelo autor foram incluídos em A Casa de Hades. Devido o registro conflitante do Tártaro na literatura, Riordan comentou que recorreu a sua própria imaginação para escrever as cenas do mundo inferior. Apesar do título do livro fazer referência a Hades, o deus grego do mundo inferior, ele também comentou que o personagem teria pouca participação na história.
Como forma de promoção, em 8 de agosto de 2013 foi relavada uma tournê de promoção nos Estados Unidos durante o mês de outubro daquele ano. Um dia depois do comunicado, o primeiro capítulo do livro foi divulgado online. Em setembro também foi divulgado um vídeo com Riordan lendo parte do capítulo inicial de Annabeth. Na véspera do lançamento, foram divulgadas imagens promocionais revelando os personagens Nix e Cupido.

## Enredo
Depois de Annabeth Chase e Percy Jackson caírem no Tártaro no final de A Marca de Atena, os outros cinco semideuses da "nova grande profecia" (Frank Zhang, Hazel Levesque, Jason Grace, Leo Valdez e Piper McLean), acompanhados por Nico di Angelo e o treinador Hedge, seguem rumo a Grécia para encontrar e fechar as Portas da Morte, a fim de que os monstros do exército de Gaia, a deusa primordial da terra, não renasçam constantemente. Depois de serem impedidos por Óreas de atravessar os Apeninos, Hazel se encontra com Hécate, a deusa grega da magia e das encruzilhadas, que lhe mostra um caminho ao norte para prosseguir. No entanto, a deusa faz a garota prometer que aprenderia a manipular a névoa, poder que altera a camada de realidade das outras pessoas, iludindo-as.
Chegando em Bolonha, o grupo é atacado pelos cércopes Passalos e Acmon, que roubam a esfera de Arquimedes de Leo e outros pertences. O garoto encurrala os ladrões nas Duas Torres e recupera os itens. Leo também pede para os dois irem para Nova Iorque atrapalhar a progressão dos semideuses romanos rumo ao Acampamento Meio-Sangue dos gregos. Eles ainda se encontram com Triptólemo em Veneza, dando-lhes cevada mágica para sobreviverem quando encontrassem as Portas da Morte. Mais tarde, Plutão aparece para sua filha Hazel e informa a ela que o portão fica no nível mais baixo do Necromanteion em Epiro.

Ilustração das Portas da Morte feita por John Rocco.

Os semideuses vão até a cidade croata de Split para visitar o palácio e o túmulo do imperador Diocleciano, herói pessoal de Jason e o último imperador romano a adorar os deuses pagãos antes da adoção do Cristianismo. Enquanto Jason e Nico procuravam pelo cetro de Diocleciano, que segundo as lendas era capaz de comandar soldados mortos, eles são levados para uma montanha remota por Favônio; onde são confrontados pelo Cupido, que obriga Nico a admitir sua antiga paixão por Percy antes de deixar-lhes o objeto. No mar Adriático, Quíone e seus irmãos Zetes e Calais atacam o Argo II, navio do grupo, e acabam mandando Leo para Ogígia. Lá o semideus conhece Calipso, que o ajuda a escapar da ilha depois de se apaixonarem. O resto da tripulação encontra Leo em Malta e partem para o Necromanteion. No templo, eles ingerem a cevada na forma de bolinhos e são separados novamente, com Leo e Hazel enfrentando o gigante Clítio e a feiticeira Pasífae, os guardiões das Portas da Morte, o qual é representado como um simples elevador funcional, enquanto os outros são rodeados por uma horda de monstros. Depois de negar sua natureza romana, Jason torna Frank pretor do Acampamento Júpiter, desse modo dando-o o poder de controlar o cetro de Diocleciano e os soldados romanos mortos-vivos. Hazel derrota Pasífae, depois de aprisioná-la em uma ilusão, e Clítio, com a ajuda de Hécate, fechando as Portas da Morte ao quebrar as correntes do elevador.
No Tártaro, enquanto Percy e Annabeth procuram por uma saída, eles precisam passar por vários lugares estranhos e enfrentar vários inimigos. Annabeth consegue usar um altar e entra em contato com Rachel Dare, pedindo para ela se encontre com Reyna, a única pessoa capaz de levar a Atena Partenos de volta para o Acampamento Meio-Sangue, evitando assim a guerra entre os gregos e romanos. Posteriormente, os dois se encontram com o titã Jápeto, a quem Percy havia apelidado de Bob depois de uma batalha entre eles no rio Lete alguns anos antes. Também fazem amizade com Damásen, um gigante pacifista criado para se opor a Ares e banido por Gaia por negar-se a destruir o deus.
Eles então se encontram com Akhlys, a deusa grega da miséria, que lhes oferece a névoa da morte para camuflá-los até chegarem as Portas da Morte. Depois da deusa os trair, eles a derrotam, sendo imediatamente confrontados por Nix, da qual também conseguem fugir. Após isso, o casal chega no coração do Tártaro, onde estão as Portas da Morte (também na forma de um elevador), guardadas por Hiperião e Crio. Enquanto travavam uma batalha contra os outros monstros para ter acesso ao portão depois da névoa que os encobriam sumir, a personificação do próprio Tártaro aparece para confrontá-los. Bob e Damásen sacrificam-se ao distrair a criatura, enquanto os garotos conseguem quebrar as correntes do elevador e voltar ao mundo mortal, desse modo impedindo o renascimento de outras criaturas.
Depois dos sete semideuses se reunirem, eles têm um pequeno piquenique antes de continuar a viagem pela Grécia. Reyna também se junta a eles, tendo atendido a mensagem de Annabeth e cruzado o Atlântico e o Mar Mediterrâneo com seu pégaso. Annabeth diz que Reyna, como romana, deve levar a Atena Partenos de volta para os Estados Unidos, com Nico e Hedge se voluntariando para acompanhá-la.

## Personagens principais
- Annabeth Chase: Filha semideusa de Atena, a deusa grega da sabedoria. Durante sua exploração no Tártaro junto com Percy, eles enfrentam um grupo de aras, daemons femininos que depois de mortos liberam maldições com base nos monstros mortos pelos assassinos. Depois de derrotar um desses espíritos, Annabeth é amaldiçoada com a cegueira, pelo fato de ter matado Polifemo em The Sea of Monsters usando seu boné de invisibilidade e se chamando de "ninguém", e com o desespero, fazendo a garota pensar que Percy a abandonara, mesmo ele estando ao seu lado. A maldição veio de Calipso por conta dela se sentir abandonada depois de Percy deixar Ogígia para voltar ao Acampamento Meio-Sangue em The Battle of the Labyrinth. Annabeth é curada por Bob, que ajudou os dois a vencer as aras.[13] Ela ainda consegue mandar uma mensagem para Rachel Dare pedindo para ela se encontrar com Reyna para fazer um acordo de paz entre os semideuses gregos e romanos.[14]
- Frank Zhang: Semideus filho de Marte, o aspecto romano de Ares. Ambas as personalidades de seu pai discutem dentro da sua cabeça e pedem para ele matar Leo.[15] Em Veneza, Hazel, sua namorada, é envenenada por um catóblepa.[16] Então o grupo conhece Triptólemo, que transforma Nico em uma planta.[17] Para salvar seus amigos, Frank derrota todos os catóblepas de Veneza. O último animal ele mata com a ajuda de Marte, cujo transforma o ser em uma cobra.[18] Ele retorna e entrega o animal para Triptólemo, que enfim pode consertar seu carro voador e como recompensa, cura Hazel e Nico.[19] Nas Portas da Morte, depois de Jason não conseguir usar o cetro de Diocleciano por ter abandonado seu passado romano, ele transforma Frank no novo pretor do Acampamento Júpiter, dando ao garoto o poder de controlar a arma.[20]
- Hazel Levesque: Filha semideusa de Plutão, a versão romana de Hades. Quando o Argo II foi impedido de atravessar os Apeninos por Óreas, ela se encontra com Hécate, que lhe mostra um caminho ao norte para prosseguir, com a condição de que a menina aprenderia a usar a névoa.[21] Ao serem interceptados por Círon,[a] o bandido obriga dois semideuses subirem um penhasco, com Hazel e Jason se oferecendo para escalar.[23] Depois de se recusarem a entregar a Atena Partenos, o ladrão faz a dupla lavar seus pés. Hazel então usa a névoa e engana-o, permitindo que Jason o jogasse penhasco abaixo para ser devorado pela tartaruga gigante do próprio Círon.[24] Nas Portas da Morte, ela voltou a usar a névoa contra Pasífae, recriando o Labirinto de Dédalo e jogando a feiticeira em um abismo.[25] Também derrotou o gigante Clítio com a ajuda de Hécate.[26]
- Jason Grace: Semideus filho de Júpiter, a versão romana de Zeus. Ele pede para Leo mudar a direção do Argo II para Split, Croácia, local do palácio e túmulo do imperador Diocleciano, herói pessoal dele, para encontrar seu cetro, que segundo lendas era dito ser capaz de controlar os espíritos dos soldados mortos.[27] Ao chegarem no destino, Jason e Nico são confrontados pelos deuses romanos Favônio e Cupido. Este último obriga Nico confessar seu amor por Percy e entrega o cetro para eles.[28] Mais tarde, em uma audição com Austro, divindade romana do vento sul, ele revela sua preferência ao Acampamento Meio-Sangue ao invés do Acampamento Júpiter e o deus  obriga ele a se comprometer com a sua escolha.[29] Devido a isso, durante a batalha contra os monstros nas Portas da Morte, Jason torna Frank pretor do Acampamento Júpiter, permitindo ao garoto controlar o cetro de Diocleciano e invocar os mortos-vivos para derrotarem os inimigos.[20]
- Leo Valdez: Filho semideus de Hefesto, o deus grego do fogo e das forjas. Em Bolonha, os cércopes Passalos e Acmon roubam sua esfera de Arquimedes e outros pertences do grupo. No entanto ele consegue recuperar os itens após fazer uma armadilha nas Duas Torres. Após pedirem para não serem mortos, o garoto manda eles para Nova Iorque para atrapalhar a progressão dos semideuses romanos em seu ataque ao Acampamento Meio-Sangue.[30] Depois de Quione e seus irmãos Zetes e Calais atacarem o Argo II, trirreme construído por Leo,[31] ele cai em Ogígia e consegue escapar de lá com a ajuda de Calipso após eles se apaixonarem.[32] Nas Portas da Morte em Epiro, auxiliou Hazel a lutar contra Pasífae e abriu o portão para Percy e Annabeth voltarem ao mundo mortal.[25]
- Nico di Angelo: Semideus grego filho de Hades. Depois de ser confrontado pelo Cupido, ele admite que tinha uma queda por Percy e pede para Jason guardar o seu segredo.[28] Em Epiro, Nico conduz o grupo até as Portas da Morte.[33] Ele trabalha com Frank para convocar e controlar a legião mortos contra o grupo de monstros de Clítio.[34] Ele e Hazel também usam seus poderes de viagem nas sombras para levar o grupo em segurança para a superfície.[35] Posteriormente, ele se oferece para levar a Atena Partenos de volta para o Acampamento Meio-Sangue com Reyna e o treinador Hedge.[36]
- Percy Jackson: Filho semideus de Poseidon, que é o principal protagonista da série Percy Jackson & the Olympians. Depois de cair no Tártaro com sua namora Annabeth, os dois bebem o fogo do rio Flegetonte para recuperar suas forças e prosseguir viagem.[37] O casal encontra o titã Jápeto, a quem Percy havia apelidado de Bob depois da batalha entre eles no rio Lete, e  também Damásen, um gigante pacifista criado por Gaia para se opor a Ares.[38][39] Depois de enfrentarem diversos inimigos que já haviam derrotados nos livros anteriores por eles, os dois encontram as Portas da Morte, um elevador no coração do Tártaro, guardado pelos titãs Hiperião e Crio e cercado por outros monstros.[40] Bob e Damásen sacrificam-se para distrair a própria personificação do Tártaro, que estava atrás deles juntamente com os outros inimigos, enquanto Percy e Annabeth subiam para o mundo mortal.[41]
- Piper McLean: Semideusa grega filha de Afrodite. Quando Quione atacou o Argo II, ela salvou o resto da tripulação depois de reativar Festus (dragão autômato de Leo integrado ao navio) com o seu poder de charme, que incendiou Zetes e Calais e permitiu Piper derrotar a deusa em meio a distração.[42]
- Reyna Ramírez-Arellano: Filha semideusa de Belona, deusa romana da guerra, é pretora do Acampamento Júpiter.[43] Após ela e o áugure Octavian se encontrarem com Rachel Dare e Grover Underwood em Nova Iorque, Rachel entrega a ela uma mensagem de Annabeth afirmando que Reyna era a única pessoa capaz de levar a Atena Paternos de volta para o Acampamento Meio-Sangue e impedir a guerra entre os gregos e romanos. Ela concorda e parte para a Grécia em seu pégaso Cipião em busca dos outros semideuses, deixando Octavian no poder.[44] Ao encontrá-los, aceitou a ajuda de Nico e do treinador Hedge para levar a estátua de volta aos Estados Unidos usando o poder de viagem nas sombras de Nico para realizar o transporte.[36]

## Lançamento
A Casa de Hades foi lançado originalmente nos Estados Unidos em 8 de outubro de 2013 com uma impressão inicial de dois milhões e meio de cópias em capa dura. As versões em áudio (narrado por Nick Chamian) e digital foram disponibilizadas na mesma data. O lançamento no Brasil ocorreu no mesmo dia da publicação americana, enquanto a edição portuguesa foi liberada em 8 de outubro de 2015. Ao todo, o livro foi traduzido para 37 idiomas e distribuído em 36 países.
Para a primeira impressão, a Disney Hyperion ofereceu tipos diferentes de brindes que variavam de acordo com o local onde o livro fosse comprado, com os leitores encontrando adesivos para carros dos Acampamentos Meio-Sangue ou Júpiter nas versões do Walmart, placas para maçanetas na Target e um mapa colorido do Tártaro na Barnes & Noble. Posteriormente, uma edição em brochura contendo os contos The Crown of Ptolemy e The Sword of Hades foi lançada nos Estados Unidos em 31 de março de 2015.
O título vendeu 350 000 unidades na primeira semana, valor 26% maior do que A Marca de Atena conseguiu no mesmo período. Além disso, ficou em primeiro lugar na lista de best-sellers do The New York Times, USA Today, The Globe and Mail  e do The Wall Street Journal, acabando também como o sétimo livro mais vendido na Amazon e como quinto no Nielsen BookScan. No Brasil, A Casa de Hades também ocupou a posição de livro de ficção mais vendido no país segundo a revista Veja.

## Recepção crítica
O romance foi recebido com críticas positivas. Um colaborador do The Guardian elogiou a capacidade de Riordan lidar com o formato de vários pontos de vista de forma harmoniosa e referiu ao seu tratamento de "temas mais maduros", especificamente a revelação da identidade sexual de Nico, como "sutil e eficaz." Segundo o autor, a orientação sexual do personagem não estava planejada, mas se desenvolveu durante a escrita dos livros. Ele também comentou que inseriu um herói homossexual em seus livros por conta dele já ter dado aula para alunos gays e bissexuais, sentindo que estes mereciam representação. Para ele, a ideia de tratar sobre identidade sexual como um tópico só para adultos é "absurda".
Karen Rought do Hypable considerou A Casa de Hades como "um dos contos mais emocionantes que Riordan escreveu no seu mundo de Percy Jackson". Ela gostou do desenvolvimento da relação entre Percy e Annabeth durante sua jornada no Tártato, chamando o casal de "cativante". Rought também achou surpreendente o rumo tomado por alguns personagens, e por fim, chamou-o de "sem dúvida, o livro mais sombrio da série Os Heróis do Olimpo". A análise feita pelo Kirkus destacou a retração do Tártaro e "sua paisagem infernal, infestada de monstros", bem como o aprofundamento dos personagens, tornando os momentos de piadas mais escassos. Por fim, a obra foi resumida como uma "viagem gratificante e divertida".
Escrevendo para o Rappler.com, Gabriela Lee elogiou a forma "rápida e eficiente" de escrita. Ela destacou principalmente a cena em que Nico revela ser gay, comentando: "não havia nada suave ou reconfortante em seu confronto [contra o Cupido]. O amor foi mostrado como algo violento e assustador, e conflito interno de Nico se desenrolou sem ironia ou desrespeito". Lee também ficou surpresa com o papel dado a Bob (Jápeto) e confessou ter chorado com o final dado ao personagem. Ao encerrar sua análise, ela disse: "a melhor lição tirada deste livro é que mesmo a pessoa mais terrível pode ter mudar e fazer suas próprias escolhas sobre aquilo que é certo."
Nas resenhas em português, A Casa de Hades também teve avaliações positivas. Lari Gaigher do Romances e Leituras destacou a atitude de Riordan em contar a história sob o ponto de vista de todos os protagonistas e a evolução dos personagens. Já Nanda do Livros em Série achou cansativo a quantidade de narradores, embora tenha gostado do tom mais adulto do livro. Yasmin Carli do Cultivando a Leitura elogiou a construção do universo, o crescimento dos personagens e a história. A autora do blog No Meu Mundo considerou positivo o foco nos conflitos pessoais dos protagonistas, o destaque dado a Nico e a narrativa no Tártaro.
A Casa de Hades também ganhou o Goodreads Choice Award de melhor livro infanto-juvenil de 2013.

## Continuação
No mesmo dia do lançamento de A Casa de Hades, Rick Riordan anunciou sua sequência, O Sangue do Olimpo. A capa, mostrando Jason, Frank, Hazel e dois gigantes foi divulgada em 14 de maio de 2014. O primeiro capítulo da história foi lançado juntamente com o livro digital The Staff of Serapis, um crossover entre as séries The Kane Chronicles e Percy Jackson & the Olympians.
O Sangue do Olimpo foi lançado em 7 de outubro de 2014 com uma impressão inicial de três milhões de cópias. O título vendeu 162 000 unidades na primeira semana, abaixo dos 350 000 exemplares que A Casa de Hades conseguiu no mesmo período. O lançamento de O Sangue do Olimpo no Brasil foi feito pela editora Intrínseca e ocorreu no mesmo dia da publicação americana. Já a edição portuguesa foi disponibilizada pela Planeta em 6 de janeiro de 2016.